# سمیلجان
سمیلجان (به انگلیسی: Smiljan) (تلفظ [smî̞ʎan]) نام روستایی در منطقهٔ کوهستانی لیکای غربی در کرواسی است. این روستا در ۶ کیلومتری شمال غربی شهر گاسپیک و ۱۵ کیلومتری آزادراه زاگرب واقع شده‌است. جمعیت این روستا ۴۱۸ نفر در سال ۲۰۱۱ اعلام شده‌است. سمیلجان به این خاطر مشهور است که زادگاه دانشمند و مهندس نیکولا تسلا می‌باشد.